# Patrick Abada
Patrick Abada (ur. 20 marca 1954 w Colombes) – francuski lekkoatleta, skoczek o tyczce, medalista halowych mistrzostw Europy.
W wieku niespełna 19 lat zajął 6. miejsce na halowych mistrzostwach Europy w 1973 w Rotterdamie. Na mistrzostwach Europy w 1974 w Rzymie zajął 9. miejsce.
Abada zajął 4. miejsce na igrzyskach olimpijskich w 1976 w Montrealu. Na mistrzostwach Europy w 1978 w Pradze był ponownie dziewiąty. Zdobył brązowy medal na uniwersjadzie w 1979 w Meksyku. W 1979 był liderem światowych tabel (wraz ze swym rodakiem Philippem Houvionem) z wynikiem 5,65 m.
Zdobył brązowy medal na halowych mistrzostwach Europy w 1980 w Sindelfingen. Powtórzył to osiągnięcie na halowych mistrzostwach Europy w 1983 w Budapeszcie.
Na pierwszych mistrzostwach świata w 1983 w Helsinkach zajął 6. miejsce. Zwyciężył w igrzyskach  śródziemnomorskich w 1983 w Casablance. Ostatnią dużą imprezą międzynarodową, na której Abada wystąpił, były światowe igrzyska halowe w 1985 w Paryżu, na których zajął 4. miejsce ex aequo z Marianem Kolasą.
4 czerwca 1979 w Paryżu Abada i Philippe Houvion ustanowili rekord Francji w skoku o tyczce wynikiem 5,65 m.
Abada był wicemistrzem Francji w 1975, 1982 i 1983 oraz brązowym medalistą w 1979, a w hali był mistrzem w 1979.
Jego trenerem był Maurice Houvion.